# Slatina de Criș, Arad
Slatina de Criș este un sat în comuna Dezna din județul Arad, Crișana, România.

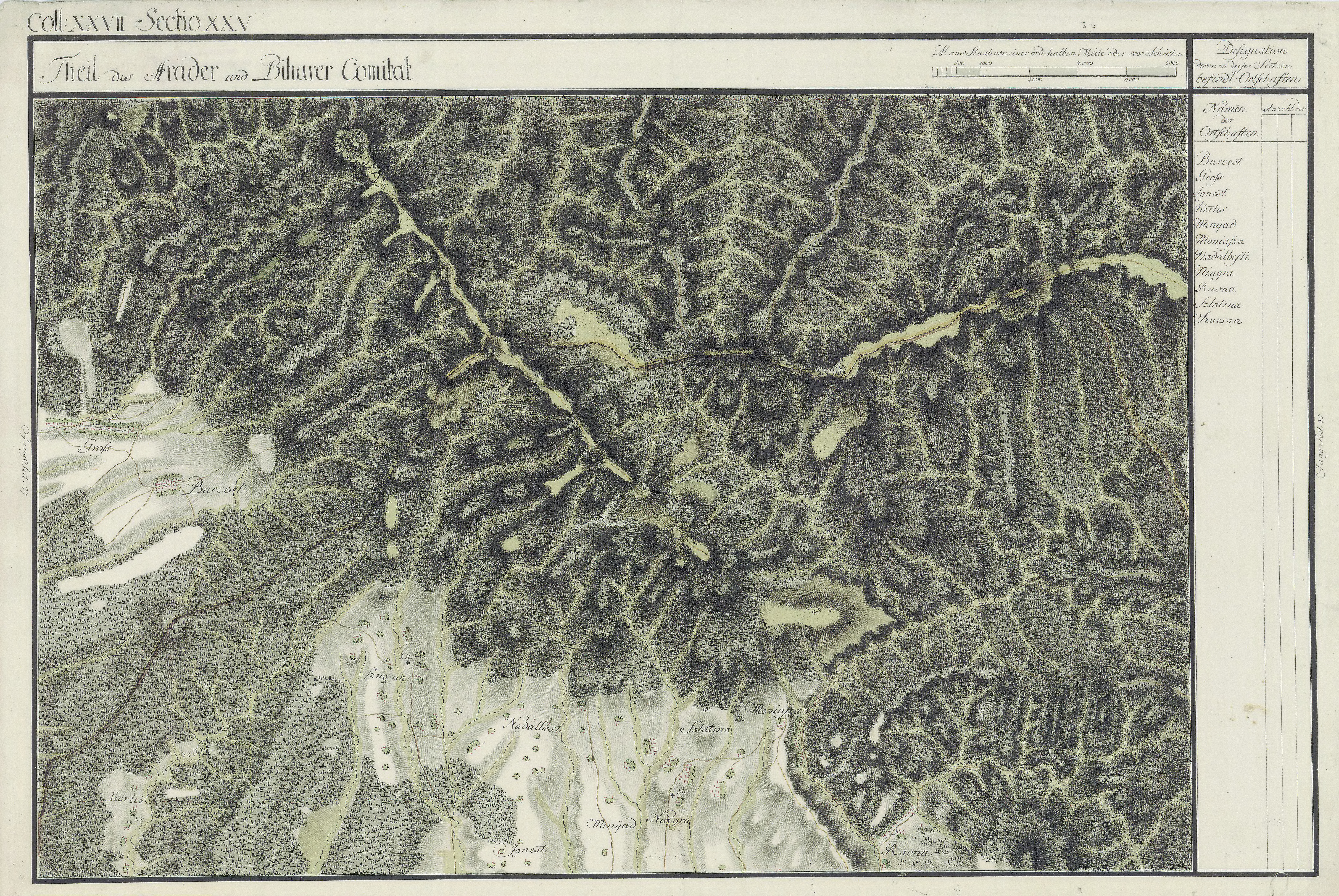
Slatina de Criș în Harta Iosefină a Comitatului Arad, 1782-85